# Ghosts on the Boardwalk
Ghosts on the Boardwalk is het achtste studioalbum van de Amerikaanse punkband The Bouncing Souls. Het album werd uitgegeven op 12 januari 2010 op cd en lp via Chunksaah Records, het platenlabel van de band zelf. Het is het eerste studioalbum van de band dat enkel door Chunksaah Records is uitgebracht en tevens het eerste studioalbum sinds Maniacal Laughter (1995) dat niet door Epitaph Records is uitgegeven. Ghosts on the Boardwalk werd in 2018 heruitgegeven op lp.
Alle nummers op het album waren al eerder uitgegeven in 2009 in het kader van de 20th Anniversary Series, een reeks van twaalf 7-inch singles ter ere van het 20-jarige bestaan van de band, waarvan er telkens een op de eerste dag van de maand werd uitgegeven.

## Nummers
1. "Gasoline" - 4:05
2. "Never Say Die/When You're Young" - 3:57
3. "I Think That the World" - 3:02
4. "Ghosts on the Boardwalk" - 3:51
5. "Airport Security" - 3:50
6. "Badass" - 2:38
7. "Mental Bits" - 3:14
8. "Dubs Says True" - 3:31
9. "Boogie Woogie Downtown" - 3:24
10. "Big Eyes" - 3:37
11. "We All Sing Along" - 3:50
12. "Like the Sun" - 4:15

## Band
- Greg Attonito - zang
- Pete Steinkopf - gitaar
- Bryan Kienlen - basgitaar
- Michael McDermott - drums